# Nicolás Trecco
Néstor Nicolás Trecco (Ameghino, Buenos Aires, Argentina, 30 de noviembre de 1988) es un futbolista argentino que juega como delantero en Club Douglas Haig del Torneo Federal A. 
Es un jugador hábil, de buena velocidad, Su primer gol profesional fue contra Arsenal cuando vestía la camiseta de Huracán.

## Trayectoria
Surgió las divisiones menores del Club Atlético Ameghino, en Argentina. Jugó en Huracán, equipo de Primera División durante 2009. En 2011, estuvo en Cobreloa de la Primera División de Chile, en donde llegó a préstamo por seis meses.

### Universidad Católica
En el año 2012, Nicolás dejó Cobreloa para transformase en el nuevo refuerzo de Universidad Católica, así afrontó el Torneo de Apertura y la Copa Libertadores. El 11 de enero de 2012 se confirmó que el delantero se convertiría en el nuevo refuerzo de Universidad Católica. Diez días más tarde debutó con un gol ante Unión Temuco en la Copa Ciudad de Temuco 2012.

### San Marcos de Arica
El 3 de enero de 2013 se confirma su llegada a San Marcos de Arica con un préstamo de 6 meses. El día 2 de febrero, al minuto 6' del primer tiempo, Nicolás Trecco anotó su primer gol con la camiseta del Santo ante Cobresal por el campeonato de Primera División. El 31 de mayo, San Marcos de Arica, da a conocer una lista de varios jugadores que dejarían el club, entre ellos figuraba Nicolás Trecco, que tuvo que dejar dicho club por falta de recursos ya que el "Santo" nuevamente bajó a la Segunda División de Chile. 

### Mercado Central Sacachispas FC
El 21 de agosto de 2013, el Twitter oficial del club Sacachispas confirma la llegada del Ameghinense para defender los colores del "Lila". El 24 de agosto, Nicolás debutó con la camiseta del "Lila", en la cual el delantero aportó con una buena maniobra para que el jugador Alcides Miranda Moreira anotara de cabeza el triunfo del club Sacachispas, donde el encuentro terminó 1-2 ante el Club Social y Deportivo Liniers por el torneo de la Primera C de Argentina. El 15 de octubre, el Ameghinense aportó con un gran pase para que el jugador Alcides Miranda Moreira marcara el primer gol al minuto 40' y al minuto 46' del primer tiempo, Nicolás Trecco marca su primer gol con la camiseta del "Lila", en la cual el club de Villa Soldati deja el marcador 2-1 ante el Club Atlético Argentino de Quilmes por el torneo de la Primera C de Argentina.

### Liga de Portoviejo
Después de haber defendido los colores de Sacachispas por 4 meses, el 2 de enero de 2014 se confirma que Nicolás sería el nuevo refuerzo del club Liga de Portoviejo, equipo que milita en la Serie B de Ecuador. El día 12 de febrero, Liga de Portoviejo realizó la "fiesta verde y blanco", en la cual el equipo de la capira jugó un amistoso contra el Barcelona Sporting Club donde debutó.
El 28 de febrero debutó oficialmente por Liga de Portoviejo, donde fue titular, siendo sustituido al minuto 81' por José Aguirre. El 22 de marzo, al minuto 44' del primer tiempo, Nicolás Trecco marca su primer gol vistiendo la camiseta de "La Capira". El 12 de abril, Liga de Portoviejo se enfrentó en ese entonces con el puntero Club Deportivo River Ecuador, donde el club le ganó dos tantos a uno quitándole el liderato. Nicolás Trecco ingresó al minuto 70' para reemplazar al jugador Jesús Alcívar y al minuto 90', el argentino anota el gol del triunfo para así asegurar el primer lugar de la tabla en la Copa Pilsener de la Serie B de Ecuador. 
El 10 de octubre, la "Capira" se enfrentó al Club Deportivo Quevedo, en la cual Nicolás Trecco marca su gol personal al minuto 5' del primer tiempo. El encuentro terminó a 1 donde se repartieron los puntos. Liga de Portoviejo acumuló 63pts en la tabla de posiciones a 8 fechas para el término del campeonato de la Serie B de Ecuador.

### Tiro Federal de Bahía Blanca
El 28 de febrero de 2015, se confirma que Nicolás defenderá los colores del club Tiro Federal, equipo que recién ascendió a la Federal A de Argentina. El día 22 de marzo, debuta oficialmente con la camiseta "Aurivioleta", enfrentando al club Alianza de Cutral Co de la Federal A de Argentina. El encuentro terminó a 0 en el Estadio Onofre Pirrone. El 29 de marzo, el club se enfrentó al Club Cipolletti de la Federal A cayendo 5-2 como forastero en Río Negro. Nicolás Trecco aportó con su primer gol con la camiseta "Aurivioleta" al minuto 40' del segundo tiempo.

## Clubes
| Club                 | País      | Año       |
| -------------------- | --------- | --------- |
| El Linqueño          | Argentina | 2007-2008 |
| Huracán              | Argentina | 2009-2010 |
| Unión San Felipe     | Chile     | 2011      |
| Cobreloa             | Chile     | 2011      |
| Universidad Católica | Chile     | 2012      |
| San Marcos de Arica  | Chile     | 2013      |
| Sacachispas          | Argentina | 2013      |
| Liga de Portoviejo   | Ecuador   | 2014      |
| Club Tiro Federal    | Argentina | 2015      |
| Unión San Felipe     | Chile     | 2016      |
| Rangers              | Chile     | 2016-2017 |
| Deportivo Roca       | Argentina | 2017-2018 |
| Alvarado             | Argentina | 2018      |
| Mons Calpe           | Gibraltar | 2019      |
| Cipolletti           | Argentina | 2019-2020 |
| Barracas Central     | Argentina | 2020-2021 |
| Cipolletti           | Argentina | 2021      |
| Chaco For Ever       | Argentina | 2022      |
| Villa Mitre          | Argentina | 2023      |
| Douglas Haig         | Argentina | 2023      |

## Estadísticas
| Club                         | Temporada           | Campeonato | Campeonato | Copas nacionales | Copas nacionales | Copas Internacionales | Copas Internacionales | Total      | Total |
| Club                         | Temporada           | Encuentros | Goles      | Encuentros       | Goles            | Encuentros            | Goles                 | Encuentros | Goles |
| ---------------------------- | ------------------- | ---------- | ---------- | ---------------- | ---------------- | --------------------- | --------------------- | ---------- | ----- |
| Universidad Católica · Chile | Apertura 2012       | 11         | 5          | -                | -                | 4                     | 0                     | 15         | 5     |
| Universidad Católica · Chile | Total               | 11         | 5          | -                | -                | 4                     | 0                     | 15         | 5     |
| Total en U.Católica          | Total en U.Católica | 11(9)      | 5          | -                | -                | 4(4)                  | 0                     | 15(13)     | 5     |

- Copas internacionales es Copa Libertadores .
- Entre paréntesis los partidos de titular.